# Tameryraptor
Tameryraptor („plenitel z milované země“) byl rod velkého dravého dinosaura z čeledi Carcharodontosauridae, který žil na území dnešního Egypta v období počínající pozdní křídy (geologický stupeň cenoman, asi před 95 miliony let).

## Objev a popis

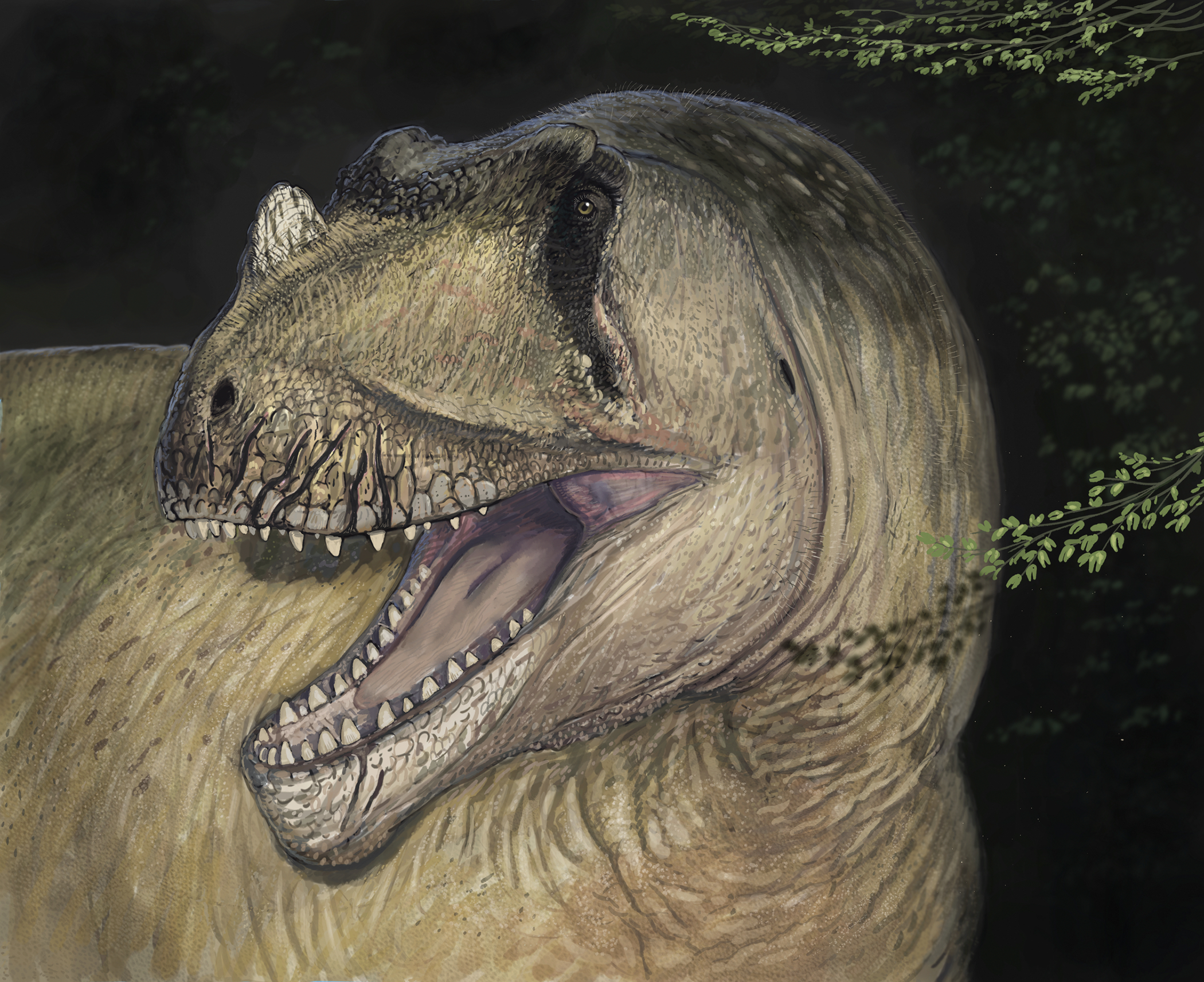
Rekonstrukce vzezření hlavy rodu Tameryraptor.

Fosilie tohoto teropodního dinosaura byly objeveny v egyptském souvrství Baharíja rodákem z české Přísečnice (v současnosti již neexistujícím hornickém městě v Krušných horách), a to německým sběratelem fosilií a amatérským paleontologem Richardem Markgrafem. jiný německý paleontolog Ernst Stromer fosilie považoval za pozůstatky menšího exempláře rodu Carcharodontosaurus, typový exemplář byl ale zcela zničen v dubnu 1944 bombardovacím náletem britské RAF na Mnichov (při kterém bylo zničeno také staré muzeum Alte Akademie, v němž byly fosilie uskladněny). Na základě pořízených snímků a nákresů však paleontologové v roce 2025 přesto dokázali stanovit pro tento fosilní materiál nové vědecké jméno Tameryraptor markgrafi.
Tameryraptor dosahoval délky v rozmezí 8 a 9 metrů (zhruba jako tyranosaurid Gorgosaurus, ke kterému jej přirovnal sám Stromer) a patřil tedy k velkým teropodů, ačkoliv nedosahoval rozměrů svých současníků rodu Carcharodontosaurus nebo Spinosaurus. Stehenní kost tameryraptora měří na délku 126 cm, kost lýtková pak 88 cm. Kyčelní kost by v kompletním stavu byla dlouhá přibližně rovný 1 metr.

## Systematické zařazení

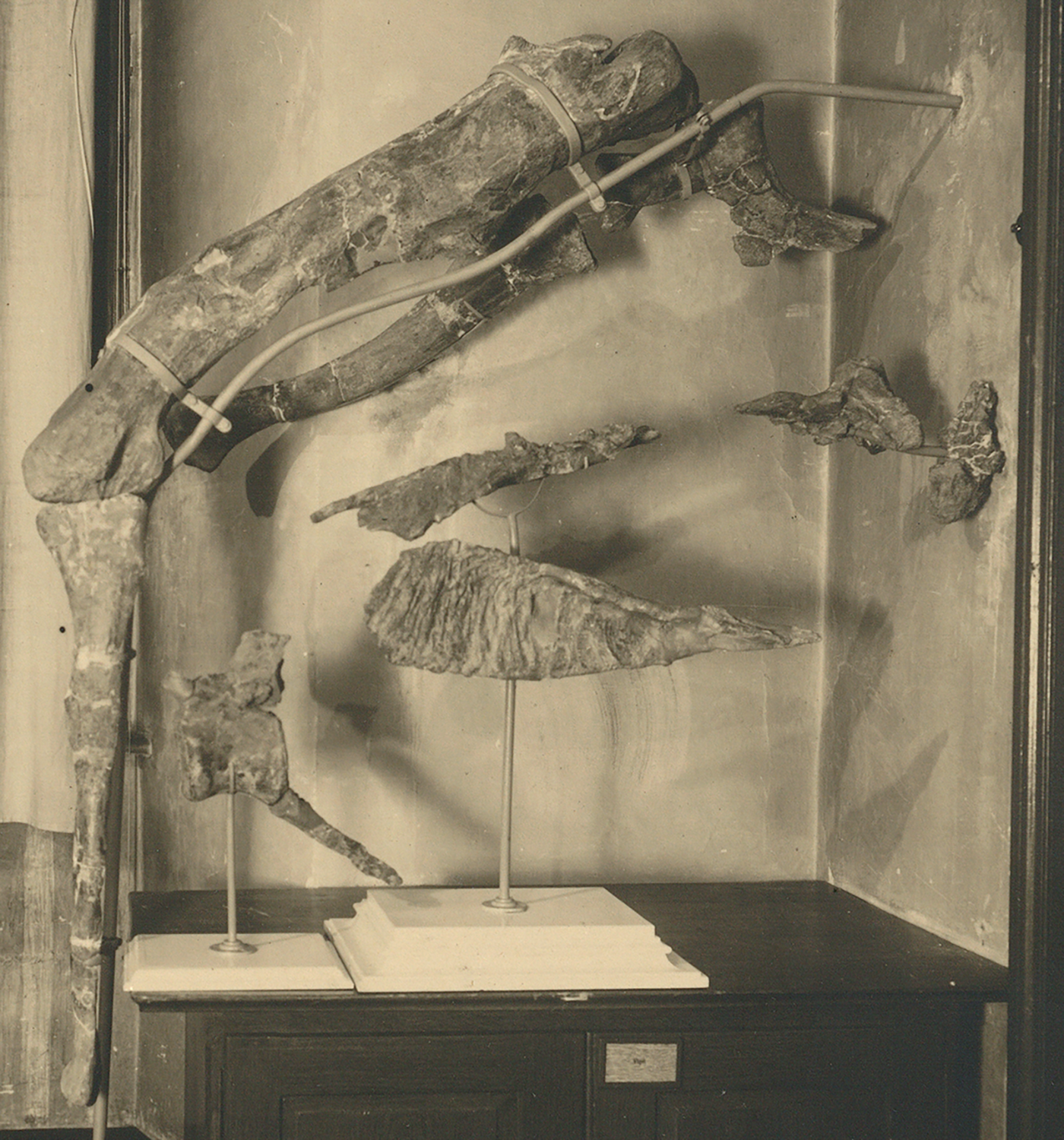
Tameryraptor - již neexistující holotyp SNSB-BSPG 1922 X 46.

Tameryraptor byl podle výsledků fylogenetické analýzy autorů popisné práce zástupcem čeledi Carcharodontosauridae, ale nespadal ještě do vývojově odvozenější podčeledi Carcharodontosaurinae. Mezi jeho nejbližší vývojové příbuzné patrně spadal například geologicky starší severoamerický rod Acrocanthosaurus, vzdáleněji pak Carcharodontosaurus iguidensis a Taurovenator.
Autoři popisné práce také shledali, že čeledi Carcharodontosauridae a Metriacanthosauridae jsou sesterským taxonem a vytvořili jejich společný klad (přirozenou vývojovou skupinu) pojmenovanou jako Carcharodontosauriformes.